# Hedwig Dinkel
Hedwig Dinkel, auch als Hedwig Braun oder Hedwig Dinkel-Braun bekannt, (* 5. Dezember 1885 in Friedrichshafen als Hedwig Dinkel; † 18. Dezember 1977 in Stuttgart) war die erste staatlich geprüfte Ärztin Württembergs.

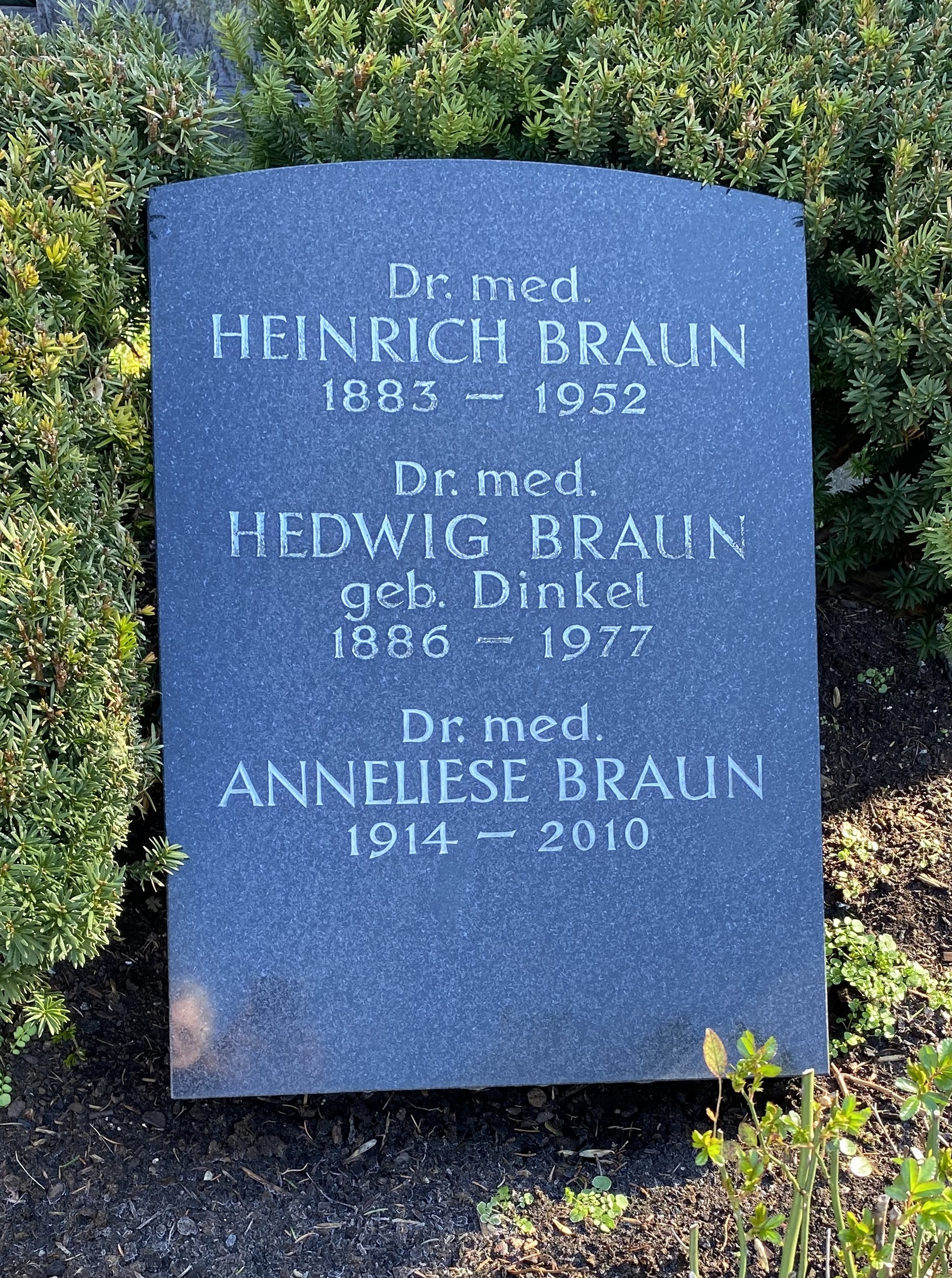

## Leben
Hedwig Dinkel war Tochter eines Kollaborators der Lateinschule in Weinsberg. In ihrer Jugend besuchte sie die Lateinschule in Weinsberg und ab 17. April 1899 war sie eine der ersten Schülerinnen am neu gegründeten Mädchengymnasium in Stuttgart. Ihr Abitur machte sie zusammen mit Gertrud Stockmayer, Anna Stettenheimer und Martha Vollmöller 1904 als Externe am humanistischen Gymnasium zu Cannstatt, da die Schülerinnen die Abiturprüfung noch nicht an der eigenen Schule ablegen konnten. Die vier Schülerinnen waren die ersten Abiturientinnen Württembergs.
Als einzige der ersten Abiturientinnengruppe ging sie für das Studium nicht an die Universität Tübingen, sondern zuerst nach München. Von Herbst 1904 bis 1911 studierte sie Medizin in München und Tübingen. Im Winter 1909 legte sie mit 22 Jahren als erste Frau in Württemberg ihr Staatsexamen in Tübingen ab. Zwischen Januar 1910 und dem 31. Januar 1911 war sie Medizinalpraktikantin am pathologischen Institut Tübingen, vom 1. Februar bis 31. August 1911 in der chirurgischen Abteilung des Städtischen Krankenhauses Cannstatt und vom 1. September bis 31. Dezember 1911 auf der Inneren Station des Staatlichen Karl-Olga-Krankenhauses Stuttgart. Am 1. Januar 1911 erhielt sie die Approbation als Ärztin, und am 8. September 1911 wurde sie in Tübingen promoviert.
1912 heiratete sie Heinrich Braun, ebenfalls Arzt, den sie im Chirurgischen Krankenhaus in Stuttgart-Cannstatt kennenlernte. Das Ehepaar hatte vier Kinder. Ihre Tochter Anneliese Braun wurde Kinderärztin in Cannstatt.
Ab 1912 betrieb sie zusammen mit ihrem Mann eine Gemeinschaftspraxis in Stuttgart-Cannstatt. Ab 1925 war sie bei der Kassenärztlichen Vereinigung als Assistentin ihres Mannes gelistet. Nachdem die Gesundheit ihres Mannes nachließ, erhielt sie nach dem Zweiten Weltkrieg eine Zulassung als Praktische Ärztin in Gemeinschaftspraxis und praktizierte bis 1956. Anschließend führte sie fünf Jahre lang ihre Praxis als Privatpraxis und assistierte dann ihrer Tochter Anneliese Braun in ihrer Praxis.
Zu ihrem 90. Geburtstag erhielt sie am 5. Dezember 1976 von der Landesärztekammer Baden-Württemberg die Albert-Schweitzer-Medaille verliehen.